# Hosn Sfiri
Hosn Sfiri (alternativ auch Hössn Sfiri) ist der Name einer Tempelgruppe im Libanon. Sie befindet sich rund 20 Kilometer östlich von Tripolis, an den Westhängen des Libanongebirges. Ein Bezirk mit drei architektonisch sehr unterschiedlichen Tempeln bildet das Zentrum des Areals, drei weitere kleinere Bauten befinden sich in der unmittelbaren Umgebung.

## Tempelbezirk
Dieser Hauptbezirk von Hosn Sfiri liegt auf etwa 1200 Metern Seehöhe auf einem Bergsattel. Er war vom ersten bis zumindest in das dritte Jhd. n. Chr. in kultischer Verwendung. Im Lauf dieser Zeit wurden ein Antentempel, ein Podiumstempel und ein dritter Bau, der sich nicht in die gängige Typologie griechischer und römischer Tempel einpassen lässt, errichtet. In der Spätantike wurde das Areal zu Verteidigungszwecken von einer Mauer umgeben. Daher leitet sich der Namensbestandteil Hosn (Festung) ab.

### Antentempel
Dieser Tempel ist der nördlichste des Bezirks. Es handelt sich um einen nach Osten orientierten Antentempel mit zwei Säulen an der Front. Er verfügt über kein Podium. Da das Gelände nach Osten hin abfällt, musste an der Vorderseite aber dennoch eine Treppe errichtet werden. Durch ein zentrales Portal, das zu seiner Rechten von einer kleinen Nebentür flankiert wird, gelangt man in die Cella des Tempels. Das Adyton (der Bereich mit dem Kultbild) ist nicht durch eine weitere Wand abgetrennt, sondern befindet sich auf einem etwa 140 cm hohen Podium, das die ganze Breite der Cella einnimmt.
Am Areal vor dem Tempel fand man einen Weihaltar mit einer schwer verständlichen Inschrift, die eventuell einen Hinweis auf den Kult des Juppiter Heliopolitanus enthält. Aufgrund stilistischer Merkmale wird dieser Tempel an den Beginn der Kaiserzeit datiert.

### Kyriatempel
Der Kyriatempel liegt südöstlich des Antentempels. Er ist etwa Nord-Süd ausgerichtet, wobei seine Mittelachse jene des Antentempels im rechten Winkel schneidet. Die Bauten nehmen also Bezug aufeinander. Seine Architektur ist für griechische oder römische Tempel ungewöhnlich, jedoch im Libanon häufiger anzutreffen: In seiner ersten Bauphase bestand er aus einem quadratischen ummauerten Bereich, in dessen Zentrum sich ein quadratisches Podest befand. Auf diesem stand ein von Säulen umgebener Pfeiler. Die Dachkonstruktion dieses mitunter Naiskos (griech.: Tempelchen) genannten Bauteils ist nicht bekannt. In einer zweiten Bauphase wurde der Hof nach Süden verlängert.
Der Kult dieses Tempels ist inschriftlich überliefert. Eine Weihinschrift über der Tür nennt eine als Kyria (griech. „Herrin“) umschriebene Göttin, deren Identität nicht endgültig geklärt ist. Eine zweite, neuere Inschrift nennt Aphrodite. Die erste der beiden Inschriften dürfte erst nach 212 n. Chr. entstanden sein, da sie den Familiennamen Aurelius enthält, welcher auf eine Bürgerrechtsverleihung im Zuge der Constitutio Antoniniana hinweist. Dieses Datum bezieht sich wohl auf die zweite Bauphase des Tempels.

### Podiumstempel
Südlich des Antentempels und unmittelbar westlich des Kyriatempels befindet sich der dritte und größte Bau des Bezirks. Es handelt sich um einen nach Osten ausgerichteten Podiumstempel, der jedoch unfertig blieb. Weder die Treppenanlage noch die rundum laufenden Säulen wurden errichtet, den Proportionen nach dürften sechs an den Schmalseiten und elf an den Langseiten geplant gewesen sein. Die Wände der Cella hingegen sind vorhanden. Das Portal an der Front hat an beiden Seiten Nebentüren, die linke führt jedoch nicht in die Cella, sondern zu einem Stiegenhaus im Inneren der Wand. Am rückwärtigen Ende der Cella erhebt sich, wie beim Antentempel, ein Podium. Unter diesem befindet sich eine Krypta.
Es gibt keinerlei Hinweise darauf, dass jemals ein Kult in dem unfertigen Tempel praktiziert wurde. Seine Datierung erfolgt durch eine Inschrift außen an der Nordwand der Cella, in welcher einige Handwerker berichten, im Jahr 283/284 n. Chr. „diese Mauer und jene, welche die kleine Tür überragt“ errichtet zu haben.

## Restliche Bauten
Nördlich des Tempelbezirks befanden sich auf einem Bergrücken zwei weitere Kultbauten. Auf einer Terrasse etwa 20 Höhenmeter über dem Tempelbezirk stand ein Heiligtum, dessen Aufbau jenem des Kyriatempels gleicht: Ein ummauerter Hof, in dessen Mitte sich der Naiskos mit dem Kultbild befand. Ein weiteres Heiligtum überragte den Gipfel des Bergrückens. Es besteht nur aus jenem Naiskos ohne die umgebende Mauer. Westlich davon fand man einen Altar, der die kultische Funktion dieser Bauten untermauert. Der letzte Bau ist wiederum ein Podiumstempel, der sich, etwas abseits der anderen Tempel, inmitten des heutigen Dorfs Sfire befindet. Diese drei Tempel sind allesamt schlecht erhalten bzw. wenig erforscht.